# Соснивицы
Соснивицы — деревня в Дновском районе Псковской области России. Входит в состав городского поселения Дно.

## География
Деревня находится в северо-восточной части Псковской области, в зоне хвойно-широколиственных лесов, на правом берегу реки Щилинки, при автодороге 58К-131, на расстоянии примерно 5 километров (по прямой) к западу-северо-западу (WNW) от города Дно, административного центра района.

### Климат
Климат характеризуется как умеренно континентальный, с пасмурным и влажным летом и умеренно холодной зимой. Средняя многолетняя температура самого холодного месяца (января) составляет −7,7°С, температура самого тёплого (июля) — +17,4°С. Среднегодовое количество осадков — 588 мм.

### Часовой пояс
Деревня Соснивицы, как и вся Псковская область, находится в часовой зоне МСК (московское время). Смещение применяемого времени относительно UTC составляет +3:00.

## История
До 2005 года населённый пункт входил в состав Должицкой волости, с 2005 по 2015 годы — в состав ныне упразднённой Лукомской волости.

## Население
| 2001 | 2002 | 2010 |
| ---- | ---- | ---- |
| 4    | ↗6   | ↘3   |

Согласно результатам переписи 2002 года, в национальной структуре населения русские составляли 100 %.